# Élections départementales de 2015 dans l'Eure
Les élections départementales ont lieu les 22 et 29 mars 2015.

## Contexte départemental

### Assemblée départementale sortante
Avant les élections, le Conseil général de l'Eure est présidé par Jean-Louis Destans (PS). Il comprend 43 conseillers généraux issus des 43 cantons de l'Eure. Après le redécoupage cantonal de 2014, ce sont 46 conseillers départementaux qui seront élus au sein des 23 nouveaux cantons de l'Eure.
| Parti                                | Sigle | Sigle | Élus |
| ------------------------------------ | ----- | ----- | ---- |
| Majorité (24 sièges)                 |       |       |      |
| Parti socialiste                     |       | PS    | 15   |
| Parti communiste français            |       | PCF   | 4    |
| Divers gauche                        |       | DVG   | 3    |
| Parti radical de gauche              |       | PRG   | 2    |
| Opposition (19 sièges)               |       |       |      |
| Union pour un mouvement populaire    |       | UMP   | 12   |
| Union des démocrates et indépendants |       | UDI   | 4    |
| Divers droite                        |       | DVD   | 3    |
| Président du conseil général         |       |       |      |
| Jean-Louis Destans (PS)              |       |       |      |

### Assemblée départementale élue
| Parti                                | Sigle | Sigle | Élus |
| ------------------------------------ | ----- | ----- | ---- |
| Majorité (30 sièges)                 |       |       |      |
| Union pour un mouvement populaire    |       | UMP   | 13   |
| Union des démocrates et indépendants |       | UDI   | 10   |
| Divers droite                        |       | DVD   | 7    |
| Opposition (16 sièges)               |       |       |      |
| Parti socialiste                     |       | PS    | 6    |
| Divers gauche                        |       | DVG   | 6    |
| Parti communiste français            |       | PCF   | 3    |
| Europe Écologie Les Verts            |       | EÉLV  | 1    |
| Président du conseil départemental   |       |       |      |
| Sébastien Lecornu (UMP)              |       |       |      |

## Résultats à l'échelle du département

### Résultats par nuances du ministère de l'Intérieur
Les nuances utilisées par le ministère de l'Intérieur ne tiennent pas compte des alliances locales.
| Binômes     | Binômes            | Premier tour | Premier tour | Second tour | Second tour | Sièges |
| Binômes     | Binômes            | Voix         | %            | Voix        | %           | Sièges |
| ----------- | ------------------ | ------------ | ------------ | ----------- | ----------- | ------ |
|             | Union de la droite | 64 787       | 31,82        | 78 648      | 41,99       | 30     |
|             | DVD                | 4 225        | 2,08         |             |             |        |
|             | DLF                | 796          | 0,39         |             |             |        |
| Droite      | Droite             | 69 808       | 34,29        | 78 648      | 41,99       | 30     |
|             |                    |              |              |             |             |        |
|             | Union de la gauche | 40 504       | 19,89        | 33 961      | 18,13       | 10     |
|             | FG                 | 13 883       | 6,82         | 3 724       | 1,99        | 2      |
|             | DVG                | 7 919        | 3,89         | 7 893       | 4,21        | 4      |
|             | EÉLV               | 6 271        | 3,08         |             |             |        |
| Gauche      | Gauche             | 68 577       | 33,68        | 45 578      | 24,33       | 16     |
|             |                    |              |              |             |             |        |
|             | FN                 | 64 008       | 31,44        | 63 098      | 33,68       | 0      |
|             |                    |              |              |             |             |        |
|             | Divers             | 1 215        | 0,60         |             |             |        |
|             |                    |              |              |             |             |        |
| Inscrits    | Inscrits           | 421 376      | 100,00       | 399 418     | 100,00      |        |
| Abstentions | Abstentions        | 208 508      | 49,48        | 196 196     | 49,12       |        |
| Votants     | Votants            | 212 868      | 50,52        | 203 222     | 50,88       |        |
| Blancs      | Blancs             | 6 501        | 3,05         | 11 607      | 5,71        |        |
| Nuls        | Nuls               | 2 759        | 1,30         | 4 291       | 2,11        |        |
| Exprimés    | Exprimés           | 203 608      | 95,65        | 187 324     | 92,18       |        |

### Résultats par canton
| Canton                    | Conseiller sortant     | Parti                 | Parti       | Conseiller élu               | Parti           | Parti           |
| ------------------------- | ---------------------- | --------------------- | ----------- | ---------------------------- | --------------- | --------------- |
| Amfreville-la-Campagne    | Daniel Leho*           |                       | DVG         | Canton supprimé              | Canton supprimé | Canton supprimé |
| Les Andelys               | Frédéric Duché         |                       | UMP         | Frédéric Duché               |                 | UMP             |
| Les Andelys               | Frédéric Duché         | Chantale Le Gall      | UMP         |                              | DVD             |                 |
| Beaumesnil                | Marc Vampa*            |                       | UDI         | Canton supprimé              | Canton supprimé | Canton supprimé |
| Beaumont-le-Roger         | Jackie Desrues*        |                       | PS          | Canton supprimé              | Canton supprimé | Canton supprimé |
| Bernay-Est                | Lionel Prevost         |                       | PS          | Canton supprimé              | Canton supprimé | Canton supprimé |
| Bernay-Ouest              | Jean-Hugues Bonamy     |                       | UDI         | Canton supprimé              | Canton supprimé | Canton supprimé |
| Bernay                    | Canton créé            | Canton créé           | Canton créé | Jean-Hugues Bonamy           |                 | UDI             |
| Bernay                    | Canton créé            | Canton créé           | Canton créé | Valérie Branlot              |                 | DVD             |
| Beuzeville                | Jean-Pierre Flambard   |                       | PS          | Jean-Pierre Flambard         |                 | PS              |
| Beuzeville                | Jean-Pierre Flambard   | Micheline Paris       | PS          |                              | DVG             |                 |
| Bourg-Achard              | Canton créé            | Canton créé           | Canton créé | Benoît Gatinet               |                 | UDI             |
| Bourg-Achard              | Canton créé            | Canton créé           | Canton créé | Marie Tamarelle-Verhaeghe    |                 | UDI             |
| Bourgtheroulde-Infreville | Bruno Questel          |                       | PS          | Gaby Lefebvre                |                 | DVG             |
| Bourgtheroulde-Infreville | Bruno Questel          | Bruno Questel         | PS          |                              | PS              |                 |
| Breteuil                  | Gérard Chéron          |                       | UMP         | Gérard Chéron                |                 | UMP             |
| Breteuil                  | Gérard Chéron          | Jocelyne de Tomasi    | UMP         |                              | UDI             |                 |
| Brionne                   | Gérard Grimault        |                       | PCF         | Marie-Christine Join-Lambert |                 | DVD             |
| Brionne                   | Gérard Grimault        | Jean-Pierre Le Roux   | PCF         |                              | UDI             |                 |
| Broglie                   | Didier Malcava*        |                       | DVD         | Canton supprimé              | Canton supprimé | Canton supprimé |
| Conches-en-Ouche          | Alfred Recours         |                       | PS          | Laurence Cléret              |                 | DVG             |
| Conches-en-Ouche          | Alfred Recours         | Alfred Recours        | PS          |                              | PS              |                 |
| Cormeilles                | Hervé Morin*           |                       | UDI         | Canton supprimé              | Canton supprimé | Canton supprimé |
| Damville                  | Françoise Charpentier* |                       | UMP         | Canton supprimé              | Canton supprimé | Canton supprimé |
| Écos                      | Michel Jouyet*         |                       | UMP         | Canton supprimé              | Canton supprimé | Canton supprimé |
| Étrépagny                 | Pierre Beaufils*       |                       | UMP         | Canton supprimé              | Canton supprimé | Canton supprimé |
| Évreux-Est                | Anne Mansouret         |                       | PRG         | Canton supprimé              | Canton supprimé | Canton supprimé |
| Évreux-Nord               | Claude Behar           |                       | PRG         | Canton supprimé              | Canton supprimé | Canton supprimé |
| Évreux-Ouest              | Gérard Silighini       |                       | PS          | Canton supprimé              | Canton supprimé | Canton supprimé |
| Évreux-Sud                | Michel Champredon*     |                       | DVG         | Canton supprimé              | Canton supprimé | Canton supprimé |
| Évreux-1                  | Canton créé            | Canton créé           | Canton créé | Stéphanie Auger              |                 | UMP             |
| Évreux-1                  | Canton créé            | Canton créé           | Canton créé | Ludovic Bourrellier          |                 | UMP             |
| Évreux-2                  | Canton créé            | Canton créé           | Canton créé | Clarisse Juin                |                 | DVD             |
| Évreux-2                  | Canton créé            | Canton créé           | Canton créé | Olivier Lepinteur            |                 | UDI             |
| Évreux-3                  | Canton créé            | Canton créé           | Canton créé | Xavier Hubert                |                 | DVD             |
| Évreux-3                  | Canton créé            | Canton créé           | Canton créé | Diane Leseigneur             |                 | UMP             |
| Fleury-sur-Andelle        | Jacques Poletti*       |                       | PS          | Canton supprimé              | Canton supprimé | Canton supprimé |
| Gaillon                   | Jean-Luc Recher        |                       | DVG         | Catherine Meulien            |                 | DVG             |
| Gaillon                   | Jean-Luc Recher        | Jean-Luc Recher       | DVG         |                              | DVG             |                 |
| Gaillon-Campagne          | Jean-Rémi Ermont*      |                       | PS          | Canton supprimé              | Canton supprimé | Canton supprimé |
| Gisors                    | Marcel Larmanou*       |                       | PCF         | Perrine Forzy                |                 | UDI             |
| Gisors                    | Marcel Larmanou*       | Alexandre Rassaërt    | PCF         |                              | UMP             |                 |
| Louviers-Nord             | Leslie Cléret          |                       | PS          | Canton supprimé              | Canton supprimé | Canton supprimé |
| Louviers-Sud              | Guy Auzoux             |                       | UDI         | Canton supprimé              | Canton supprimé | Canton supprimé |
| Louviers                  | Canton créé            | Canton créé           | Canton créé | Daniel Jubert                |                 | UDI             |
| Louviers                  | Canton créé            | Canton créé           | Canton créé | Hafidha Ouadah               |                 | UDI             |
| Lyons-la-Forêt            | Thierry Plouvier       |                       | UMP         | Canton supprimé              | Canton supprimé | Canton supprimé |
| Montfort-sur-Risle        | Francis Courel         |                       | PS          | Canton supprimé              | Canton supprimé | Canton supprimé |
| Le Neubourg               | Jean-Paul Legendre     |                       | UMP         | Jean-Paul Legendre           |                 | UMP             |
| Le Neubourg               | Jean-Paul Legendre     | Martine Saint-Laurent | UMP         |                              | DVD             |                 |
| Nonancourt                | Joël Hervieu           |                       | UMP         | Canton supprimé              | Canton supprimé | Canton supprimé |
| Pacy-sur-Eure             | Pascal Lehongre        |                       | UDI         | Cécile Caron                 |                 | UMP             |
| Pacy-sur-Eure             | Pascal Lehongre        | Pascal Lehongre       | UDI         |                              | UDI             |                 |
| Pont-Audemer              | Jean-Louis Destans     |                       | PS          | Francis Courel               |                 | DVG             |
| Pont-Audemer              | Jean-Louis Destans     | Marie-Claire Haki     | PS          |                              | PS              |                 |
| Pont-de-l'Arche           | Gaëtan Levitre         |                       | PCF         | Maryannick Deshayes          |                 | EÉLV            |
| Pont-de-l'Arche           | Gaëtan Levitre         | Gaëtan Levitre        | PCF         |                              | PCF             |                 |
| Quillebeuf-sur-Seine      | Ladislas Poniatowski*  |                       | UMP         | Canton supprimé              | Canton supprimé | Canton supprimé |
| Routot                    | Bernard Christophe     |                       | PS          | Canton supprimé              | Canton supprimé | Canton supprimé |
| Rugles                    | Patrick Verdavoine     |                       | PS          | Canton supprimé              | Canton supprimé | Canton supprimé |
| Romilly-sur-Andelle       | Canton créé            | Canton créé           | Canton créé | Françoise Collemare          |                 | UMP             |
| Romilly-sur-Andelle       | Canton créé            | Canton créé           | Canton créé | Thierry Plouvier             |                 | UMP             |
| Saint-André-de-l'Eure     | Andrée Oger            |                       | PCF         | Serge Masson                 |                 | PCF             |
| Saint-André-de-l'Eure     | Andrée Oger            | Andrée Oger           | PCF         |                              | PCF             |                 |
| Saint-Georges-du-Vièvre   | Alain Huard*           |                       | PS          | Canton supprimé              | Canton supprimé | Canton supprimé |
| Thiberville               | Guy Paris*             |                       | DVD         | Canton supprimé              | Canton supprimé | Canton supprimé |
| Val-de-Reuil              | Janick Léger-Lesœur    |                       | PS          | Jean-Jacques Coquelet        |                 | PS              |
| Val-de-Reuil              | Janick Léger-Lesœur    | Janick Leger          | PS          |                              | PS              |                 |
| Verneuil-sur-Avre         | Louis Petiet*          |                       | UMP         | Colette Bonnard              |                 | DVD             |
| Verneuil-sur-Avre         | Louis Petiet*          | Michel François       | UMP         |                              | UMP             |                 |
| Vernon-Nord               | Gérard Volpatti*       |                       | DVD         | Canton supprimé              | Canton supprimé | Canton supprimé |
| Vernon-Sud                | Claude Lacout*         |                       | UMP         | Canton supprimé              | Canton supprimé | Canton supprimé |
| Vernon                    | Canton créé            | Canton créé           | Canton créé | Catherine Delalande          |                 | UMP             |
| Vernon                    | Canton créé            | Canton créé           | Canton créé | Sébastien Lecornu            |                 | UMP             |

* Conseillers généraux sortants ne se représentant pas

## Résultats par canton

### Canton des Andelys
| Candidats            | Candidats           | Partis      | Partis      | Premier tour | Premier tour | Second tour | Second tour |
| Candidats            | Candidats           | Partis      | Partis      | Voix         | %            | Voix        | %           |
| -------------------- | ------------------- | ----------- | ----------- | ------------ | ------------ | ----------- | ----------- |
| 1                    | Christophe Delacour |             | FN          | 3 953        | 38,07        | 4 276       | 42,99       |
| 1                    | Marie-Angèle Odic   |             | FN          | 3 953        | 38,07        | 4 276       | 42,99       |
| 2                    | Frédéric Duché*     |             | UMP         | 3 826        | 36,85        | 5 671       | 57,01       |
| 2                    | Chantale Le Gall    |             | DVD         | 3 826        | 36,85        | 5 671       | 57,01       |
| 3                    | Martine Degryse     |             | PCF         | 465          | 4,48         |             |             |
| 3                    | Alexandre Pannier   |             | PCF         | 465          | 4,48         |             |             |
| 4                    | Daniel Mousset      |             | EÉLV        | 2 140        | 20,61        |             |             |
| 4                    | Martine Seguela     |             | PS          | 2 140        | 20,61        |             |             |
|                      |                     |             |             |              |              |             |             |
| Inscrits             | Inscrits            | Inscrits    | Inscrits    | 20 290       | 100,00       | 20 288      | 100,00      |
| Abstentions          | Abstentions         | Abstentions | Abstentions | 9 555        | 47,09        | 9 457       | 46,61       |
| Votants              | Votants             | Votants     | Votants     | 10 735       | 52,91        | 10 831      | 53,39       |
| Blancs               | Blancs              | Blancs      | Blancs      | 251          | 2,34         | 572         | 5,28        |
| Nuls                 | Nuls                | Nuls        | Nuls        | 100          | 0,93         | 312         | 2,88        |
| Exprimés             | Exprimés            | Exprimés    | Exprimés    | 10 384       | 96,73        | 9 947       | 91,84       |
| * conseiller sortant |                     |             |             |              |              |             |             |

### Canton de Bernay
| Candidats            | Candidats           | Partis      | Partis      | Premier tour | Premier tour | Second tour | Second tour |
| Candidats            | Candidats           | Partis      | Partis      | Voix         | %            | Voix        | %           |
| -------------------- | ------------------- | ----------- | ----------- | ------------ | ------------ | ----------- | ----------- |
| 1                    | Bénédicte Bader     |             | FN          | 2 269        | 24,70        |             |             |
| 1                    | Robert Duval        |             | FN          | 2 269        | 24,70        |             |             |
| 2                    | Patricia Didtsch    |             | PG          | 425          | 4,63         |             |             |
| 2                    | Michel Gaillard     |             | PCF         | 425          | 4,63         |             |             |
| 3                    | Lionel Prevost*     |             | PS          | 2 843        | 30,94        | 4 081       | 47,49       |
| 3                    | Ingrid Varangle     |             | PS          | 2 843        | 30,94        | 4 081       | 47,49       |
| 4                    | Jean-Hugues Bonamy* |             | UDI         | 3 162        | 34,41        | 4 512       | 52,51       |
| 4                    | Valérie Branlot     |             | DVD         | 3 162        | 34,41        | 4 512       | 52,51       |
| 5                    | Édith Buffet        |             | EÉLV        | 489          | 5,32         |             |             |
| 5                    | Frédéric Lamblin    |             | EÉLV        | 489          | 5,32         |             |             |
|                      |                     |             |             |              |              |             |             |
| Inscrits             | Inscrits            | Inscrits    | Inscrits    | 18 233       | 100,00       | 18 262      | 100,00      |
| Abstentions          | Abstentions         | Abstentions | Abstentions | 8 645        | 47,41        | 8 884       | 48,65       |
| Votants              | Votants             | Votants     | Votants     | 9 588        | 52,59        | 9 378       | 51,35       |
| Blancs               | Blancs              | Blancs      | Blancs      | 254          | 2,65         | 519         | 5,53        |
| Nuls                 | Nuls                | Nuls        | Nuls        | 146          | 1,52         | 266         | 2,84        |
| Exprimés             | Exprimés            | Exprimés    | Exprimés    | 9 188        | 95,83        | 8 593       | 91,63       |
| * conseiller sortant |                     |             |             |              |              |             |             |

### Canton de Beuzeville
| Candidats            | Candidats             | Partis      | Partis      | Premier tour | Premier tour | Second tour | Second tour |
| Candidats            | Candidats             | Partis      | Partis      | Voix         | %            | Voix        | %           |
| -------------------- | --------------------- | ----------- | ----------- | ------------ | ------------ | ----------- | ----------- |
| 1                    | Jean-Pierre Flambard* |             | DVG         | 3 581        | 32,05        | 4 092       | 34,39       |
| 1                    | Micheline Paris       |             | DVG         | 3 581        | 32,05        | 4 092       | 34,39       |
| 2                    | Anne-Sophie Deguette  |             | UDI         | 3 099        | 27,74        | 3 889       | 32,68       |
| 2                    | Jean-Claude Quesnot   |             | UDI         | 3 099        | 27,74        | 3 889       | 32,68       |
| 3                    | Daniel Guiraud        |             | DVD         | 717          | 6,42         |             |             |
| 3                    | Régine Léger          |             | DVD         | 717          | 6,42         |             |             |
| 4                    | Thierry Foscolos      |             | FN          | 3 776        | 33,80        | 3 919       | 32,93       |
| 4                    | Virginie Mahieu       |             | FN          | 3 776        | 33,80        | 3 919       | 32,93       |
|                      |                       |             |             |              |              |             |             |
| Inscrits             | Inscrits              | Inscrits    | Inscrits    | 22 729       | 100,00       | 22 733      | 100,00      |
| Abstentions          | Abstentions           | Abstentions | Abstentions | 10 817       | 47,59        | 10 374      | 45,63       |
| Votants              | Votants               | Votants     | Votants     | 11 912       | 52,41        | 12 359      | 54,37       |
| Blancs               | Blancs                | Blancs      | Blancs      | 518          | 4,35         | 340         | 2,75        |
| Nuls                 | Nuls                  | Nuls        | Nuls        | 221          | 1,86         | 119         | 0,96        |
| Exprimés             | Exprimés              | Exprimés    | Exprimés    | 11 173       | 93,8         | 11 900      | 96,29       |
| * conseiller sortant |                       |             |             |              |              |             |             |

### Canton de Bourg-Achard
| Candidats            | Candidats                 | Partis      | Partis      | Premier tour | Premier tour | Second tour | Second tour |
| Candidats            | Candidats                 | Partis      | Partis      | Voix         | %            | Voix        | %           |
| -------------------- | ------------------------- | ----------- | ----------- | ------------ | ------------ | ----------- | ----------- |
| 1                    | Benoît Gatinet            |             | UDI         | 2 838        | 33,08        | 3 365       | 37,78       |
| 1                    | Marie Tamarelle-Verhaeghe |             | UDI         | 2 838        | 33,08        | 3 365       | 37,78       |
| 2                    | Bernard Christophe*       |             | PS          | 2 308        | 26,90        | 2 861       | 32,12       |
| 2                    | Évelyne Desmarais         |             | PS          | 2 308        | 26,90        | 2 861       | 32,12       |
| 3                    | Jean-Louis Chanvrier      |             | PCF         | 722          | 8,42         |             |             |
| 3                    | Marie-Jeanne Rabussier    |             | PCF         | 722          | 8,42         |             |             |
| 4                    | Catherine Berthelot       |             | FN          | 2 711        | 31,60        | 2 680       | 30,09       |
| 4                    | Mary Cheminade            |             | FN          | 2 711        | 31,60        | 2 680       | 30,09       |
|                      |                           |             |             |              |              |             |             |
| Inscrits             | Inscrits                  | Inscrits    | Inscrits    | 16 790       | 100,00       | 16 790      | 100,00      |
| Abstentions          | Abstentions               | Abstentions | Abstentions | 7 765        | 46,25        | 7 575       | 45,12       |
| Votants              | Votants                   | Votants     | Votants     | 9 025        | 53,75        | 9 215       | 54,88       |
| Blancs               | Blancs                    | Blancs      | Blancs      | 279          | 3,09         | 220         | 2,39        |
| Nuls                 | Nuls                      | Nuls        | Nuls        | 167          | 1,85         | 89          | 0,97        |
| Exprimés             | Exprimés                  | Exprimés    | Exprimés    | 8 579        | 95,06        | 8 906       | 96,65       |
| * conseiller sortant |                           |             |             |              |              |             |             |

### Canton de Bourgtheroulde-Infreville
| Candidats   | Candidats            | Partis      | Partis      | Premier tour | Premier tour | Second tour | Second tour |
| Candidats   | Candidats            | Partis      | Partis      | Voix         | %            | Voix        | %           |
| ----------- | -------------------- | ----------- | ----------- | ------------ | ------------ | ----------- | ----------- |
| 1           | Chantal Martin       |             | DVD         | 2 559        | 23,49        |             |             |
| 1           | Dominique Medaerts   |             | UDI         | 2 559        | 23,49        |             |             |
| 2           | Jean Quetier         |             | DVG         | 2 038        | 18,70        |             |             |
| 2           | Christine Van Duffel |             | DVG         | 2 038        | 18,70        |             |             |
| 3           | Mélissa Leblanc      |             | FN          | 3 279        | 30,09        | 4 296       | 41,41       |
| 3           | Henri Rogier         |             | FN          | 3 279        | 30,09        | 4 296       | 41,41       |
| 4           | Gaby Lefebvre        |             | DVG         | 3 020        | 27,72        | 6 079       | 58,59       |
| 4           | Bruno Questel        |             | PS          | 3 020        | 27,72        | 6 079       | 58,59       |
|             |                      |             |             |              |              |             |             |
| Inscrits    | Inscrits             | Inscrits    | Inscrits    | 20 930       | 100,00       | 20 920      | 100,00      |
| Abstentions | Abstentions          | Abstentions | Abstentions | 9 478        | 45,28        | 9 339       | 44,64       |
| Votants     | Votants              | Votants     | Votants     | 11 452       | 54,72        | 11 581      | 55,36       |
| Blancs      | Blancs               | Blancs      | Blancs      | 351          | 3,06         | 887         | 7,66        |
| Nuls        | Nuls                 | Nuls        | Nuls        | 205          | 1,79         | 319         | 2,75        |
| Exprimés    | Exprimés             | Exprimés    | Exprimés    | 10 896       | 95,14        | 10 375      | 89,59       |

### Canton de Breteuil
| Candidats            | Candidats                    | Partis      | Partis      | Premier tour | Premier tour | Second tour | Second tour |
| Candidats            | Candidats                    | Partis      | Partis      | Voix         | %            | Voix        | %           |
| -------------------- | ---------------------------- | ----------- | ----------- | ------------ | ------------ | ----------- | ----------- |
| 1                    | Madeleine Chatel             |             | FN          | 3 081        | 36,19        | 3 599       | 42,95       |
| 1                    | Guy Plasse                   |             | FN          | 3 081        | 36,19        | 3 599       | 42,95       |
| 2                    | Nicolas Miguet               |             | SE          | 360          | 4,23         |             |             |
| 2                    | Caroline Pendariès           |             | SE          | 360          | 4,23         |             |             |
| 3                    | Gérard Chéron*               |             | UMP         | 3 164        | 37,17        | 4 780       | 57,05       |
| 3                    | Jocelyne de Tomasi           |             | UDI         | 3 164        | 37,17        | 4 780       | 57,05       |
| 4                    | Danila Boulnois              |             | DVG         | 1 331        | 15,63        |             |             |
| 4                    | Patrick Verdavoine*          |             | PS          | 1 331        | 15,63        |             |             |
| 5                    | Gilles Chateaugiron          |             | EÉLV        | 577          | 6,78         |             |             |
| 5                    | Marie-Brigitte Henry Loizeau |             | EÉLV        | 577          | 6,78         |             |             |
|                      |                              |             |             |              |              |             |             |
| Inscrits             | Inscrits                     | Inscrits    | Inscrits    | 17 592       | 100,00       | 17 592      | 100,00      |
| Abstentions          | Abstentions                  | Abstentions | Abstentions | 8 622        | 49,01        | 8 448       | 48,02       |
| Votants              | Votants                      | Votants     | Votants     | 8 970        | 50,99        | 9 144       | 51,98       |
| Blancs               | Blancs                       | Blancs      | Blancs      | 340          | 3,79         | 593         | 6,49        |
| Nuls                 | Nuls                         | Nuls        | Nuls        | 117          | 1,3          | 172         | 1,88        |
| Exprimés             | Exprimés                     | Exprimés    | Exprimés    | 8 513        | 94,91        | 8 379       | 91,63       |
| * conseiller sortant |                              |             |             |              |              |             |             |

### Canton de Brionne
| Candidats            | Candidats                    | Partis      | Partis      | Premier tour | Premier tour | Second tour | Second tour |
| Candidats            | Candidats                    | Partis      | Partis      | Voix         | %            | Voix        | %           |
| -------------------- | ---------------------------- | ----------- | ----------- | ------------ | ------------ | ----------- | ----------- |
| 1                    | Jean-Louis Destans*          |             | PS          | 1 907        | 20,47        |             |             |
| 1                    | Pascale Perraudin            |             | PS          | 1 907        | 20,47        |             |             |
| 2                    | Marie-Christine Join-Lambert |             | DVD         | 2 675        | 28,72        | 5 093       | 59,04       |
| 2                    | Jean-Pierre Le Roux          |             | UDI         | 2 675        | 28,72        | 5 093       | 59,04       |
| 3                    | Nicolas Calbrix              |             | DLF         | 612          | 6,57         |             |             |
| 3                    | Anne-Marie Leconte           |             | DLF         | 612          | 6,57         |             |             |
| 4                    | Claire Biancone              |             | FN          | 2 887        | 31,00        | 3 534       | 40,96       |
| 4                    | Daniel Leblanc               |             | FN          | 2 887        | 31,00        | 3 534       | 40,96       |
| 5                    | Delphine Delacroix-Malvasio  |             | PCF         | 1 233        | 13,24        |             |             |
| 5                    | Gérard Grimault*             |             | PCF         | 1 233        | 13,24        |             |             |
|                      |                              |             |             |              |              |             |             |
| Inscrits             | Inscrits                     | Inscrits    | Inscrits    | 18 279       | 100,00       | 18 277      | 100,00      |
| Abstentions          | Abstentions                  | Abstentions | Abstentions | 8 529        | 46,66        | 8 480       | 46,4        |
| Votants              | Votants                      | Votants     | Votants     | 9 750        | 53,34        | 9 797       | 53,6        |
| Blancs               | Blancs                       | Blancs      | Blancs      | 333          | 3,42         | 862         | 8,8         |
| Nuls                 | Nuls                         | Nuls        | Nuls        | 103          | 1,06         | 308         | 3,14        |
| Exprimés             | Exprimés                     | Exprimés    | Exprimés    | 9 314        | 95,53        | 8 627       | 88,06       |
| * conseiller sortant |                              |             |             |              |              |             |             |

### Canton de Conches-en-Ouche
| Candidats            | Candidats        | Partis      | Partis      | Premier tour | Premier tour | Second tour | Second tour |
| Candidats            | Candidats        | Partis      | Partis      | Voix         | %            | Voix        | %           |
| -------------------- | ---------------- | ----------- | ----------- | ------------ | ------------ | ----------- | ----------- |
| 1                    | Emmanuel Camoin  |             | FN          | 2 628        | 33,01        | 3 152       | 39,7        |
| 1                    | Nadiejda Steffan |             | FN          | 2 628        | 33,01        | 3 152       | 39,7        |
| 2                    | Moumina Ausloos  |             | UMP         | 1 487        | 18,68        |             |             |
| 2                    | Robin Freret     |             | UMP         | 1 487        | 18,68        |             |             |
| 3                    | Didier Massé     |             | PCF         | 392          | 4,92         |             |             |
| 3                    | Yolande Robert   |             | PCF         | 392          | 4,92         |             |             |
| 4                    | Laurence Cléret  |             | DVG         | 3 455        | 43,39        | 4 787       | 60,3        |
| 4                    | Alfred Recours   |             | PS          | 3 455        | 43,39        | 4 787       | 60,3        |
|                      |                  |             |             |              |              |             |             |
| Inscrits             | Inscrits         | Inscrits    | Inscrits    | 15 904       | 100,00       | 15 906      | 100,00      |
| Abstentions          | Abstentions      | Abstentions | Abstentions | 7 559        | 47,53        | 7 326       | 46,06       |
| Votants              | Votants          | Votants     | Votants     | 8 345        | 52,47        | 8 580       | 53,94       |
| Blancs               | Blancs           | Blancs      | Blancs      | 220          | 2,64         | 479         | 5,58        |
| Nuls                 | Nuls             | Nuls        | Nuls        | 163          | 1,95         | 162         | 1,89        |
| Exprimés             | Exprimés         | Exprimés    | Exprimés    | 7 962        | 95,41        | 7 939       | 92,53       |
| * conseiller sortant |                  |             |             |              |              |             |             |

### Canton d'Évreux-1
| Candidats            | Candidats           | Partis      | Partis      | Premier tour | Premier tour | Second tour | Second tour |
| Candidats            | Candidats           | Partis      | Partis      | Voix         | %            | Voix        | %           |
| -------------------- | ------------------- | ----------- | ----------- | ------------ | ------------ | ----------- | ----------- |
| 1                    | Stéphanie Auger     |             | UMP         | 2 592        | 33,97        | 4 058       | 56,99       |
| 1                    | Ludovic Bourrellier |             | UMP         | 2 592        | 33,97        | 4 058       | 56,99       |
| 2                    | Hourdia Naroun      |             | PS          | 2 087        | 27,35        | 3 062       | 43,01       |
| 2                    | Gérard Silighini*   |             | PS          | 2 087        | 27,35        | 3 062       | 43,01       |
| 3                    | Carole Deboos       |             | DLF         | 184          | 2,41         |             |             |
| 3                    | Didier Henry        |             | DLF         | 184          | 2,41         |             |             |
| 4                    | José Laheye         |             | PCF         | 459          | 6,02         |             |             |
| 4                    | France Maisse       |             | PCF         | 459          | 6,02         |             |             |
| 5                    | Chantal Aumaitre    |             | EÉLV        | 484          | 6,34         |             |             |
| 5                    | Thierry Quennehen   |             | EÉLV        | 484          | 6,34         |             |             |
| 6                    | Amaury Huet         |             | FN          | 1 824        | 23,91        |             |             |
| 6                    | Sandrine Le Berre   |             | FN          | 1 824        | 23,91        |             |             |
|                      |                     |             |             |              |              |             |             |
| Inscrits             | Inscrits            | Inscrits    | Inscrits    | 15 367       | 100,00       | 15 374      | 100,00      |
| Abstentions          | Abstentions         | Abstentions | Abstentions | 7 415        | 48,25        | 7 569       | 49,23       |
| Votants              | Votants             | Votants     | Votants     | 7 952        | 51,75        | 7 805       | 50,77       |
| Blancs               | Blancs              | Blancs      | Blancs      | 200          | 2,52         | 508         | 6,51        |
| Nuls                 | Nuls                | Nuls        | Nuls        | 122          | 1,53         | 177         | 2,27        |
| Exprimés             | Exprimés            | Exprimés    | Exprimés    | 7 630        | 95,95        | 7 120       | 91,22       |
| * conseiller sortant |                     |             |             |              |              |             |             |

### Canton d'Évreux-2
| Candidats            | Candidats               | Partis      | Partis      | Premier tour | Premier tour | Second tour | Second tour |
| Candidats            | Candidats               | Partis      | Partis      | Voix         | %            | Voix        | %           |
| -------------------- | ----------------------- | ----------- | ----------- | ------------ | ------------ | ----------- | ----------- |
| 1                    | Claude Béhar*           |             | PRG         | 2 192        | 26,17        |             |             |
| 1                    | Claire Carrère-Godebout |             | DVG         | 2 192        | 26,17        |             |             |
| 2                    | Bertrand Le Guern       |             | EÉLV        | 612          | 7,31         |             |             |
| 2                    | Michèle Rive            |             | EÉLV        | 612          | 7,31         |             |             |
| 3                    | Clarisse Juin           |             | DVD         | 2 603        | 31,07        | 5 038       | 67,14       |
| 3                    | Ollivier Lepinteur      |             | UDI         | 2 603        | 31,07        | 5 038       | 67,14       |
| 4                    | Bruno Hommet            |             | FN          | 2 294        | 27,38        | 2 466       | 32,86       |
| 4                    | Amandine Lavinay        |             | FN          | 2 294        | 27,38        | 2 466       | 32,86       |
| 5                    | Thierry Auzoux-lavallé  |             | DVG         | 676          | 8,07         |             |             |
| 5                    | Jocelyne Duchesne       |             | PCF         | 676          | 8,07         |             |             |
|                      |                         |             |             |              |              |             |             |
| Inscrits             | Inscrits                | Inscrits    | Inscrits    | 17 547       | 100,00       | 17 558      | 100,00      |
| Abstentions          | Abstentions             | Abstentions | Abstentions | 8 780        | 50,04        | 8 927       | 50,84       |
| Votants              | Votants                 | Votants     | Votants     | 8 767        | 49,96        | 8 631       | 49,16       |
| Blancs               | Blancs                  | Blancs      | Blancs      | 304          | 3,47         | 826         | 9,57        |
| Nuls                 | Nuls                    | Nuls        | Nuls        | 86           | 0,98         | 301         | 3,49        |
| Exprimés             | Exprimés                | Exprimés    | Exprimés    | 8 377        | 95,55        | 7 504       | 86,94       |
| * conseiller sortant |                         |             |             |              |              |             |             |

### Canton d'Évreux-3
| Candidats            | Candidats            | Partis      | Partis      | Premier tour | Premier tour | Second tour | Second tour |
| Candidats            | Candidats            | Partis      | Partis      | Voix         | %            | Voix        | %           |
| -------------------- | -------------------- | ----------- | ----------- | ------------ | ------------ | ----------- | ----------- |
| 1                    | Christian Jutel      |             | PCF         | 564          | 9,49         |             |             |
| 1                    | Sylvie Marchand      |             | PCF         | 564          | 9,49         |             |             |
| 2                    | Jean Berkani         |             | PS          | 1 222        | 20,56        |             |             |
| 2                    | Anne Mansouret*      |             | DVG         | 1 222        | 20,56        |             |             |
| 3                    | Xavier Hubert        |             | DVD         | 1 966        | 33,07        | 3 581       | 64,86       |
| 3                    | Diane Leseigneur     |             | UMP         | 1 966        | 33,07        | 3 581       | 64,86       |
| 4                    | Julie Camoin         |             | FN          | 1 726        | 29,03        | 1 920       | 35,14       |
| 4                    | Christian Lesuffleur |             | FN          | 1 726        | 29,03        | 1 920       | 35,14       |
| 5                    | Nolwenn Leostic      |             | EÉLV        | 467          | 7,86         |             |             |
| 5                    | Jean-Marie Martin    |             | EÉLV        | 467          | 7,86         |             |             |
|                      |                      |             |             |              |              |             |             |
| Inscrits             | Inscrits             | Inscrits    | Inscrits    | 13 256       | 100,00       | 13 259      | 100,00      |
| Abstentions          | Abstentions          | Abstentions | Abstentions | 7 011        | 52,89        | 7 076       | 53,37       |
| Votants              | Votants              | Votants     | Votants     | 6 245        | 47,11        | 6 183       | 46,63       |
| Blancs               | Blancs               | Blancs      | Blancs      | 222          | 3,55         | 490         | 7,92        |
| Nuls                 | Nuls                 | Nuls        | Nuls        | 78           | 1,25         | 172         | 2,78        |
| Exprimés             | Exprimés             | Exprimés    | Exprimés    | 5 945        | 95,20        | 5 521       | 89,29       |
| * conseiller sortant |                      |             |             |              |              |             |             |

### Canton de Gaillon
| Candidats   | Candidats           | Partis      | Partis      | Premier tour | Premier tour | Second tour | Second tour |
| Candidats   | Candidats           | Partis      | Partis      | Voix         | %            | Voix        | %           |
| ----------- | ------------------- | ----------- | ----------- | ------------ | ------------ | ----------- | ----------- |
| 1           | Érik Ackermann      |             | FN          | 3 705        | 37,00        | 4 481       | 44,81       |
| 1           | Anna Videau         |             | FN          | 3 705        | 37,00        | 4 481       | 44,81       |
| 2           | Nicole Drouillet    |             | UMP         | 2 408        | 24,05        |             |             |
| 2           | Dominique Simon     |             | DVD         | 2 408        | 24,05        |             |             |
| 3           | Philippe Hachet     |             | SE          | 331          | 3,31         |             |             |
| 3           | Catherine Jaffrenou |             | SE          | 331          | 3,31         |             |             |
| 4           | Catherine Meulien   |             | DVG         | 3 165        | 31,61        | 5 518       | 55,19       |
| 4           | Jean-Luc Recher     |             | DVG         | 3 165        | 31,61        | 5 518       | 55,19       |
| 5           | Edwige Gangolf      |             | PCF         | 405          | 4,04         |             |             |
| 5           | Éric Ruiz           |             | PCF         | 405          | 4,04         |             |             |
|             |                     |             |             |              |              |             |             |
| Inscrits    | Inscrits            | Inscrits    | Inscrits    | 20 102       | 100,00       | 20 103      | 100,00      |
| Abstentions | Abstentions         | Abstentions | Abstentions | 9 758        | 48,54        | 9 366       | 46,59       |
| Votants     | Votants             | Votants     | Votants     | 10 344       | 51,46        | 10 737      | 53,41       |
| Blancs      | Blancs              | Blancs      | Blancs      | 263          | 2,54         | 535         | 4,98        |
| Nuls        | Nuls                | Nuls        | Nuls        | 67           | 0,65         | 203         | 1,89        |
| Exprimés    | Exprimés            | Exprimés    | Exprimés    | 10 014       | 96,81        | 9 999       | 93,13       |

### Canton de Gisors
| Candidats   | Candidats             | Partis      | Partis      | Premier tour | Premier tour | Second tour | Second tour |
| Candidats   | Candidats             | Partis      | Partis      | Voix         | %            | Voix        | %           |
| ----------- | --------------------- | ----------- | ----------- | ------------ | ------------ | ----------- | ----------- |
| 1           | Michel Cardet         |             | PS          | 982          | 9,79         |             |             |
| 1           | Isabelle Fichet-Boyle |             | PS          | 982          | 9,79         |             |             |
| 2           | Henri Bonnot          |             | EÉLV        | 399          | 3,98         |             |             |
| 2           | Raymonde Peignaud     |             | EÉLV        | 399          | 3,98         |             |             |
| 3           | Fabienne Delacour     |             | FN          | 3 656        | 36,45        | 4 189       | 44,81       |
| 3           | Vincent Taillieu      |             | FN          | 3 656        | 36,45        | 4 189       | 44,81       |
| 4           | Anthony Auger         |             | FG          | 1 603        | 15,98        |             |             |
| 4           | Danielle Bonnette     |             | PCF         | 1 603        | 15,98        |             |             |
| 5           | Perrine Forzy         |             | UDI         | 3 389        | 33,79        | 5 160       | 55,19       |
| 5           | Alexandre Rassaërt    |             | UMP         | 3 389        | 33,79        | 5 160       | 55,19       |
|             |                       |             |             |              |              |             |             |
| Inscrits    | Inscrits              | Inscrits    | Inscrits    | 21 635       | 100,00       | 21 635      | 100,00      |
| Abstentions | Abstentions           | Abstentions | Abstentions | 11 228       | 51,9         | 11 218      | 51,85       |
| Votants     | Votants               | Votants     | Votants     | 10 407       | 48,1         | 10 417      | 48,15       |
| Blancs      | Blancs                | Blancs      | Blancs      | 277          | 2,66         | 725         | 6,96        |
| Nuls        | Nuls                  | Nuls        | Nuls        | 101          | 0,97         | 343         | 3,29        |
| Exprimés    | Exprimés              | Exprimés    | Exprimés    | 10 029       | 96,37        | 9 349       | 89,75       |

### Canton de Louviers
| Candidats            | Candidats           | Partis      | Partis      | Premier tour | Premier tour | Second tour | Second tour |
| Candidats            | Candidats           | Partis      | Partis      | Voix         | %            | Voix        | %           |
| -------------------- | ------------------- | ----------- | ----------- | ------------ | ------------ | ----------- | ----------- |
| 1                    | Leslie Cléret*      |             | PS          | 1 708        | 25,21        |             |             |
| 1                    | Patrice Yung        |             | PRG         | 1 708        | 25,21        |             |             |
| 2                    | Claudine Duteuil    |             | PCF         | 431          | 6,36         |             |             |
| 2                    | Steve Raux          |             | PCF         | 431          | 6,36         |             |             |
| 3                    | Alexis Fraisse      |             | EÉLV        | 561          | 8,28         |             |             |
| 3                    | Nathalie Van Hoorne |             | EÉLV        | 561          | 8,28         |             |             |
| 4                    | Daniel Jubert       |             | UDI         | 2 041        | 30,12        | 3 910       | 63,23       |
| 4                    | Hafidha Ouadah      |             | UDI         | 2 041        | 30,12        | 3 910       | 63,23       |
| 5                    | Ludovic Larue       |             | FN          | 2 035        | 30,03        | 2 274       | 36,77       |
| 5                    | Corinne Laurent     |             | FN          | 2 035        | 30,03        | 2 274       | 36,77       |
|                      |                     |             |             |              |              |             |             |
| Inscrits             | Inscrits            | Inscrits    | Inscrits    | 15 670       | 100,00       | 15 669      | 100,00      |
| Abstentions          | Abstentions         | Abstentions | Abstentions | 8 611        | 54,95        | 8 676       | 55,37       |
| Votants              | Votants             | Votants     | Votants     | 7 059        | 45,05        | 6 993       | 44,63       |
| Blancs               | Blancs              | Blancs      | Blancs      | 202          | 2,86         | 574         | 8,21        |
| Nuls                 | Nuls                | Nuls        | Nuls        | 81           | 1,15         | 235         | 3,36        |
| Exprimés             | Exprimés            | Exprimés    | Exprimés    | 6 776        | 95,99        | 6 184       | 88,43       |
| * conseiller sortant |                     |             |             |              |              |             |             |

### Canton du Neubourg
| Candidats            | Candidats             | Partis      | Partis      | Premier tour | Premier tour | Second tour | Second tour |
| Candidats            | Candidats             | Partis      | Partis      | Voix         | %            | Voix        | %           |
| -------------------- | --------------------- | ----------- | ----------- | ------------ | ------------ | ----------- | ----------- |
| 1                    | Ludovic Lesage        |             | EÉLV        | 628          | 7,94         |             |             |
| 1                    | Françoise Martin      |             | PRG         | 628          | 7,94         |             |             |
| 2                    | Françoise Huyghe      |             | PS          | 1 232        | 15,58        |             |             |
| 2                    | Jean-Jacques Lebreton |             | PS          | 1 232        | 15,58        |             |             |
| 3                    | Viviane Funerot       |             | FN          | 2 830        | 35,79        | 3 052       | 39,21       |
| 3                    | Alexis Toulet         |             | FN          | 2 830        | 35,79        | 3 052       | 39,21       |
| 4                    | Jean-Paul Legendre*   |             | UMP         | 3 218        | 40,69        | 4 731       | 60,79       |
| 4                    | Martine Saint-Laurent |             | DVD         | 3 218        | 40,69        | 4 731       | 60,79       |
|                      |                       |             |             |              |              |             |             |
| Inscrits             | Inscrits              | Inscrits    | Inscrits    | 16 155       | 100,00       | 16 156      | 100,00      |
| Abstentions          | Abstentions           | Abstentions | Abstentions | 7 840        | 48,53        | 7 748       | 47,96       |
| Votants              | Votants               | Votants     | Votants     | 8 315        | 51,47        | 8 408       | 52,04       |
| Blancs               | Blancs                | Blancs      | Blancs      | 312          | 3,75         | 464         | 5,52        |
| Nuls                 | Nuls                  | Nuls        | Nuls        | 95           | 1,14         | 161         | 1,91        |
| Exprimés             | Exprimés              | Exprimés    | Exprimés    | 7 908        | 95,11        | 7 783       | 92,57       |
| * conseiller sortant |                       |             |             |              |              |             |             |

### Canton de Pacy-sur-Eure
| Candidats            | Candidats        | Partis      | Partis      | Premier tour | Premier tour |
| Candidats            | Candidats        | Partis      | Partis      | Voix         | %            |
| -------------------- | ---------------- | ----------- | ----------- | ------------ | ------------ |
| 1                    | Cécile Caron     |             | UMP         | 5 747        | 52,43        |
| 1                    | Pascal Lehongre* |             | DVD         | 5 747        | 52,43        |
| 2                    | Karine Le Bars   |             | FN          | 3 237        | 29,53        |
| 2                    | Yves Odic        |             | FN          | 3 237        | 29,53        |
| 3                    | Hervé Membrado   |             | EÉLV        | 1 131        | 10,32        |
| 3                    | Laëtitia Sanchez |             | EÉLV        | 1 131        | 10,32        |
| 4                    | Armand Bernini   |             | PCF         | 847          | 7,73         |
| 4                    | Carole Depuiset  |             | PCF         | 847          | 7,73         |
|                      |                  |             |             |              |              |
| Inscrits             | Inscrits         | Inscrits    | Inscrits    | 22 001       | 100,00       |
| Abstentions          | Abstentions      | Abstentions | Abstentions | 10 582       | 48,10        |
| Votants              | Votants          | Votants     | Votants     | 11 419       | 51,90        |
| Blancs               | Blancs           | Blancs      | Blancs      | 313          | 2,74         |
| Nuls                 | Nuls             | Nuls        | Nuls        | 144          | 1,26         |
| Exprimés             | Exprimés         | Exprimés    | Exprimés    | 10 962       | 96,00        |
| * conseiller sortant |                  |             |             |              |              |

### Canton de Pont-Audemer
| Candidats            | Candidats         | Partis      | Partis      | Premier tour | Premier tour | Second tour | Second tour |
| Candidats            | Candidats         | Partis      | Partis      | Voix         | %            | Voix        | %           |
| -------------------- | ----------------- | ----------- | ----------- | ------------ | ------------ | ----------- | ----------- |
| 1                    | Timothée Houssin  |             | FN          | 2 917        | 28,95        | 2 656       | 25,96       |
| 1                    | Alexandra Piel    |             | FN          | 2 917        | 28,95        | 2 656       | 25,96       |
| 2                    | Isabelle Duong    |             | UDI         | 2 997        | 29,75        | 3 323       | 32,48       |
| 2                    | Christophe Joille |             | UMP         | 2 997        | 29,75        | 3 323       | 32,48       |
| 3                    | Francis Courel*   |             | DVG         | 4 161        | 41,3         | 4 253       | 41,57       |
| 3                    | Marie-Claire Haki |             | PS          | 4 161        | 41,3         | 4 253       | 41,57       |
|                      |                   |             |             |              |              |             |             |
| Inscrits             | Inscrits          | Inscrits    | Inscrits    | 20 210       | 100,00       | 20 210      | 100,00      |
| Abstentions          | Abstentions       | Abstentions | Abstentions | 9 622        | 47,61        | 9 621       | 47,61       |
| Votants              | Votants           | Votants     | Votants     | 10 588       | 52,39        | 10 589      | 52,39       |
| Blancs               | Blancs            | Blancs      | Blancs      | 353          | 3,33         | 251         | 2,37        |
| Nuls                 | Nuls              | Nuls        | Nuls        | 160          | 1,51         | 106         | 1           |
| Exprimés             | Exprimés          | Exprimés    | Exprimés    | 10 075       | 95,15        | 10 232      | 96,63       |
| * conseiller sortant |                   |             |             |              |              |             |             |

### Canton de Pont-de-l'Arche
| Candidats            | Candidats           | Partis      | Partis      | Premier tour | Premier tour | Second tour | Second tour |
| Candidats            | Candidats           | Partis      | Partis      | Voix         | %            | Voix        | %           |
| -------------------- | ------------------- | ----------- | ----------- | ------------ | ------------ | ----------- | ----------- |
| 1                    | Guy Auzoux*         |             | UMP         | 2 280        | 25,70        | 2 853       | 30,93       |
| 1                    | Sylvie Blandin      |             | DVD         | 2 280        | 25,70        | 2 853       | 30,93       |
| 2                    | Maximilien Lombard  |             | FN          | 2 532        | 28,55        | 2 569       | 27,85       |
| 2                    | Doris Perreaux      |             | FN          | 2 532        | 28,55        | 2 569       | 27,85       |
| 3                    | Maryannick Deshayes |             | EÉLV        | 2 300        | 25,93        | 3 801       | 41,21       |
| 3                    | Gaëtan Levitre      |             | PCF         | 2 300        | 25,93        | 3 801       | 41,21       |
| 4                    | Richard Jacquet     |             | PS          | 1 758        | 19,82        |             |             |
| 4                    | Michèle Lecesne     |             | DVG         | 1 758        | 19,82        |             |             |
|                      |                     |             |             |              |              |             |             |
| Inscrits             | Inscrits            | Inscrits    | Inscrits    | 17 138       | 100,00       | 17 140      | 100,00      |
| Abstentions          | Abstentions         | Abstentions | Abstentions | 7 926        | 46,25        | 7 596       | 44,32       |
| Votants              | Votants             | Votants     | Votants     | 9 212        | 53,75        | 9 544       | 55,68       |
| Blancs               | Blancs              | Blancs      | Blancs      | 260          | 2,82         | 253         | 2,65        |
| Nuls                 | Nuls                | Nuls        | Nuls        | 83           | 0,9          | 68          | 0,71        |
| Exprimés             | Exprimés            | Exprimés    | Exprimés    | 8 869        | 96,28        | 9 223       | 96,64       |
| * conseiller sortant |                     |             |             |              |              |             |             |

### Canton de Romilly-sur-Andelle
| Candidats   | Candidats           | Partis      | Partis      | Premier tour | Premier tour | Second tour | Second tour |
| Candidats   | Candidats           | Partis      | Partis      | Voix         | %            | Voix        | %           |
| ----------- | ------------------- | ----------- | ----------- | ------------ | ------------ | ----------- | ----------- |
| 1           | Françoise Collemare |             | UMP         | 2 259        | 27,65        | 4 410       | 58,38       |
| 1           | Thierry Plouvier    |             | UMP         | 2 259        | 27,65        | 4 410       | 58,38       |
| 2           | Patrice Adam        |             | PS          | 1 585        | 19,40        |             |             |
| 2           | Dominique Chemin    |             | PS          | 1 585        | 19,40        |             |             |
| 3           | Claire Barasc       |             | FN          | 2 760        | 33,78        | 3 144       | 41,62       |
| 3           | Alain Berthelot     |             | FN          | 2 760        | 33,78        | 3 144       | 41,62       |
| 4           | Michèle Lequilerier |             | PCF         | 703          | 8,60         |             |             |
| 4           | Fabien Nehou        |             | PCF         | 703          | 8,60         |             |             |
| 5           | Aline Bachelet      |             | DVD         | 863          | 10,56        |             |             |
| 5           | Jean-Claude Remy    |             | DVD         | 863          | 10,56        |             |             |
|             |                     |             |             |              |              |             |             |
| Inscrits    | Inscrits            | Inscrits    | Inscrits    | 16 335       | 100,00       | 16 335      | 100,00      |
| Abstentions | Abstentions         | Abstentions | Abstentions | 7 778        | 47,62        | 8 013       | 49,05       |
| Votants     | Votants             | Votants     | Votants     | 8 557        | 52,38        | 8 322       | 50,95       |
| Blancs      | Blancs              | Blancs      | Blancs      | 276          | 3,23         | 600         | 7,21        |
| Nuls        | Nuls                | Nuls        | Nuls        | 111          | 1,3          | 168         | 2,02        |
| Exprimés    | Exprimés            | Exprimés    | Exprimés    | 8 170        | 95,48        | 7 554       | 90,77       |

### Canton de Saint-André-de-l'Eure
| Candidats   | Candidats          | Partis      | Partis      | Premier tour | Premier tour | Second tour | Second tour |
| Candidats   | Candidats          | Partis      | Partis      | Voix         | %            | Voix        | %           |
| ----------- | ------------------ | ----------- | ----------- | ------------ | ------------ | ----------- | ----------- |
| 1           | Serge Masson       |             | PCF         | 3 436        | 34,77        | 3 724       | 35,81       |
| 1           | Andrée Oger        |             | PCF         | 3 436        | 34,77        | 3 724       | 35,81       |
| 2           | Nicolas Dupard     |             | FN          | 3 355        | 33,95        | 3 231       | 31,07       |
| 2           | Roseline Molfenter |             | FN          | 3 355        | 33,95        | 3 231       | 31,07       |
| 3           | Sylvain Boreggio   |             | UMP         | 3 091        | 31,28        | 3 444       | 33,12       |
| 3           | Martine Rousset    |             | UMP         | 3 091        | 31,28        | 3 444       | 33,12       |
|             |                    |             |             |              |              |             |             |
| Inscrits    | Inscrits           | Inscrits    | Inscrits    | 21 637       | 100,00       | 21 637      | 100,00      |
| Abstentions | Abstentions        | Abstentions | Abstentions | 11 382       | 52,6         | 11 002      | 50,85       |
| Votants     | Votants            | Votants     | Votants     | 10 255       | 47,4         | 10 635      | 49,15       |
| Blancs      | Blancs             | Blancs      | Blancs      | 244          | 2,38         | 180         | 1,69        |
| Nuls        | Nuls               | Nuls        | Nuls        | 129          | 1,26         | 56          | 0,53        |
| Exprimés    | Exprimés           | Exprimés    | Exprimés    | 9 882        | 96,36        | 10 399      | 97,78       |

### Canton de Val-de-Reuil
| Candidats   | Candidats                   | Partis      | Partis      | Premier tour | Premier tour | Second tour | Second tour |
| Candidats   | Candidats                   | Partis      | Partis      | Voix         | %            | Voix        | %           |
| ----------- | --------------------------- | ----------- | ----------- | ------------ | ------------ | ----------- | ----------- |
| 1           | Huguette Courteille         |             | FN          | 1 408        | 26,60        | 1 849       | 35,77       |
| 1           | Charles Duclos              |             | FN          | 1 408        | 26,60        | 1 849       | 35,77       |
| 2           | Anne-Marie Jourdan          |             | DVG         | 448          | 8,46         |             |             |
| 2           | Yves Lanic                  |             | PCF         | 448          | 8,46         |             |             |
| 3           | Jean-Jacques Coquelet       |             | PS          | 1 985        | 37,5         | 3 320       | 64,23       |
| 3           | Janick Leger                |             | PS          | 1 985        | 37,5         | 3 320       | 64,23       |
| 4           | Jérôme Bourlet de La Vallée |             | EÉLV        | 364          | 6,88         |             |             |
| 4           | Véronique Jullien-Mitsieno  |             | EÉLV        | 364          | 6,88         |             |             |
| 5           | Anaïs Mordret               |             | UMP         | 1 088        | 20,56        |             |             |
| 5           | Laurent Rousseau            |             | UDI         | 1 088        | 20,56        |             |             |
|             |                             |             |             |              |              |             |             |
| Inscrits    | Inscrits                    | Inscrits    | Inscrits    | 13 652       | 100,00       | 13 651      | 100,00      |
| Abstentions | Abstentions                 | Abstentions | Abstentions | 8 165        | 59,81        | 7 960       | 58,31       |
| Votants     | Votants                     | Votants     | Votants     | 5 487        | 40,19        | 5 691       | 41,69       |
| Blancs      | Blancs                      | Blancs      | Blancs      | 144          | 2,62         | 424         | 7,45        |
| Nuls        | Nuls                        | Nuls        | Nuls        | 50           | 0,91         | 98          | 1,72        |
| Exprimés    | Exprimés                    | Exprimés    | Exprimés    | 5 293        | 96,46        | 5 169       | 90,83       |

### Canton de Verneuil-sur-Avre
| Candidats            | Candidats           | Partis      | Partis      | Premier tour | Premier tour | Second tour | Second tour |
| Candidats            | Candidats           | Partis      | Partis      | Voix         | %            | Voix        | %           |
| -------------------- | ------------------- | ----------- | ----------- | ------------ | ------------ | ----------- | ----------- |
| 1                    | Christophe Miguet   |             | SE          | 524          | 5,41         |             |             |
| 1                    | Christine Renault   |             | SE          | 524          | 5,41         |             |             |
| 2                    | Olivier Gouin       |             | FN          | 3 104        | 32,03        | 3 648       | 39,23       |
| 2                    | Fanny Meneyrol-Meny |             | FN          | 3 104        | 32,03        | 3 648       | 39,23       |
| 3                    | Joël Hervieu*       |             | DVD         | 2 645        | 27,29        |             |             |
| 3                    | Delphine Lepeltier  |             | DVD         | 2 645        | 27,29        |             |             |
| 4                    | Monique Quantin     |             | PCF         | 560          | 5,78         |             |             |
| 4                    | Dominique Quillere  |             | PCF         | 560          | 5,78         |             |             |
| 5                    | Colette Bonnard     |             | DVD         | 2 859        | 29,5         | 5 650       | 60,77       |
| 5                    | Michel Francois     |             | UMP         | 2 859        | 29,5         | 5 650       | 60,77       |
|                      |                     |             |             |              |              |             |             |
| Inscrits             | Inscrits            | Inscrits    | Inscrits    | 20 975       | 100,00       | 20 974      | 100,00      |
| Abstentions          | Abstentions         | Abstentions | Abstentions | 10 774       | 51,37        | 10 688      | 50,96       |
| Votants              | Votants             | Votants     | Votants     | 10 201       | 48,63        | 10 286      | 49,04       |
| Blancs               | Blancs              | Blancs      | Blancs      | 371          | 3,64         | 727         | 7,07        |
| Nuls                 | Nuls                | Nuls        | Nuls        | 138          | 1,35         | 261         | 2,54        |
| Exprimés             | Exprimés            | Exprimés    | Exprimés    | 9 692        | 95,01        | 9 298       | 90,39       |
| * conseiller sortant |                     |             |             |              |              |             |             |

### Canton de Vernon
| Candidats   | Candidats           | Partis      | Partis      | Premier tour | Premier tour | Second tour | Second tour |
| Candidats   | Candidats           | Partis      | Partis      | Voix         | %            | Voix        | %           |
| ----------- | ------------------- | ----------- | ----------- | ------------ | ------------ | ----------- | ----------- |
| 1           | Danielle Dulieu     |             | PCF         | 514          | 6,44         |             |             |
| 1           | Jean-Luc Lecomte    |             | PCF         | 514          | 6,44         |             |             |
| 2           | Pascal Eudier       |             | EÉLV        | 559          | 7,01         |             |             |
| 2           | Christine Régentête |             | EÉLV        | 559          | 7,01         |             |             |
| 3           | Hélène Segura       |             | PS          | 1 433        | 17,96        |             |             |
| 3           | Gabriel Sino        |             | PS          | 1 433        | 17,96        |             |             |
| 4           | Christelle Indersie |             | FN          | 2 033        | 25,49        | 2 143       | 29,26       |
| 4           | André Souillier     |             | FN          | 2 033        | 25,49        | 2 143       | 29,26       |
| 5           | Catherine Delalande |             | UMP         | 3 438        | 43,1         | 5 180       | 70,74       |
| 5           | Sébastien Lecornu   |             | UMP         | 3 438        | 43,1         | 5 180       | 70,74       |
|             |                     |             |             |              |              |             |             |
| Inscrits    | Inscrits            | Inscrits    | Inscrits    | 18 949       | 100,00       | 18 949      | 100,00      |
| Abstentions | Abstentions         | Abstentions | Abstentions | 10 666       | 56,29        | 10 853      | 57,27       |
| Votants     | Votants             | Votants     | Votants     | 8 283        | 43,71        | 8 096       | 42,73       |
| Blancs      | Blancs              | Blancs      | Blancs      | 214          | 2,58         | 578         | 7,14        |
| Nuls        | Nuls                | Nuls        | Nuls        | 92           | 1,11         | 195         | 2,41        |
| Exprimés    | Exprimés            | Exprimés    | Exprimés    | 7 977        | 96,31        | 7 323       | 90,45       |